# 福知山鉄道館フクレル
福知山鉄道館フクレル（ふくちやまてつどうかんフクレル）は、京都府福知山市堀の福知山城公園親水広場にある鉄道保存展示施設である。
同市下新にあった福知山鉄道館ポッポランド1号館が、建物の耐震性から2018年（平成30年）に休館となり、その後継施設として2023年（令和5年）8月26日に新築移転し、開館した。なお、同市菱屋にある福知山鉄道館ポッポランド2号館はそのまま開業を続け、フクレル開館後は「福知山鉄道館フクレル別館」となった。

## 沿革
かつて福知山市には、北丹鉄道で使用されていた品々を展示する福知山鉄道館ポッポランドが1998年（平成10年）に設立されていたが、施設の老朽化等により2018年（平成30年）3月31日をもって休館していた。その後、施設の建設資金及び運営資金として寄付を得たことをきっかけに、福知山城公園親水広場に新たな鉄道保存展示施設として、2023年（令和5年）に当館が設立された。

### 設立の経緯
1998年（平成10年）に設立された福知山鉄道館ポッポランドは、利用していた建物の耐震性に問題があり、移動場所が確保できなかったことなどを踏まえて2018年（平成30年）をもって休館となった。
福知山市は移転先を検討するため、「福知山鉄道館ポッポランドの在り方検討委員会」を設置し、設置目的や施設内容等について議論が交わされた。2018年（平成30年）7月から11月にかけて会議及び視察が実施され、用地の取得や新たな施設整備が資金的に難しいことを理由として、展示品は市内6か所に分散して展示されることに決定した。しかし、一人の篤志家によるポッポランド再建資金という名目で2億円の寄付がなされ、当初の計画は白紙に戻された。寄付者の意向として、展示物を分散展示・保存するのではなく、一か所の施設にまとめた展示・保存をすることが求められ、施設設置場所の再検討がなされ、現在の場所に決定した。

### 名前の由来
福知山鉄道館の開館に向けて、多くの方からの関心が得られるための工夫として、愛称とロゴデザインが公募された。公募の結果、愛称は福知山市在住の男性にて応募された、福知山鉄道館の英語表記「FUKUCHIYAMA RAILWAY MUSEUM」(フクチヤマレールウェイミュージアム)の略称である、「フクレル」が採用された。フクレルは増大するという意味の「膨れる」という意味が込められており、福知山の今後の観光への期待を込めた言葉にもなっている。

## 展示内容

### 本館
歴史展示エリアでは、鉄道とともに発展してきたまちの歴史を紹介している「鉄道のまち」、福知山駅の高架前、高架後の鉄道のまちの変革を学べる「ジオラマ模型」、ヘッドマークや表示板など、滅多に見ることができない品物を展示している「プレミアムコレクション展示」がある。
交流体験エリアでは、投炭をすることで、SLの機関助士の作業を体験できる「なりきり！機関助士」、電車の運転士になって福知山周辺を運転できる「まちを走ろう！フクレルトレイン（運転シュミレーター）」、壁一面に広がる画面をタッチして線路やまちをつくれる「インタラクティブウォール」、鉄道のおもちゃで安心して遊べる「キッズスペース」がある。
ミュージアムショップでは、福知山鉄道館でしか買うことのできないフクレルオリジナルグッズのほか、鉄道関連グッズ、福知山市の土産物を取りそろえており、入館券がなくても利用可能である。

### 別館（旧福知山鉄道館ポッポランド）
蒸気機関車C5856を静態展示している。
　　
- 場所：京都府福知山市菱屋（広小路通）

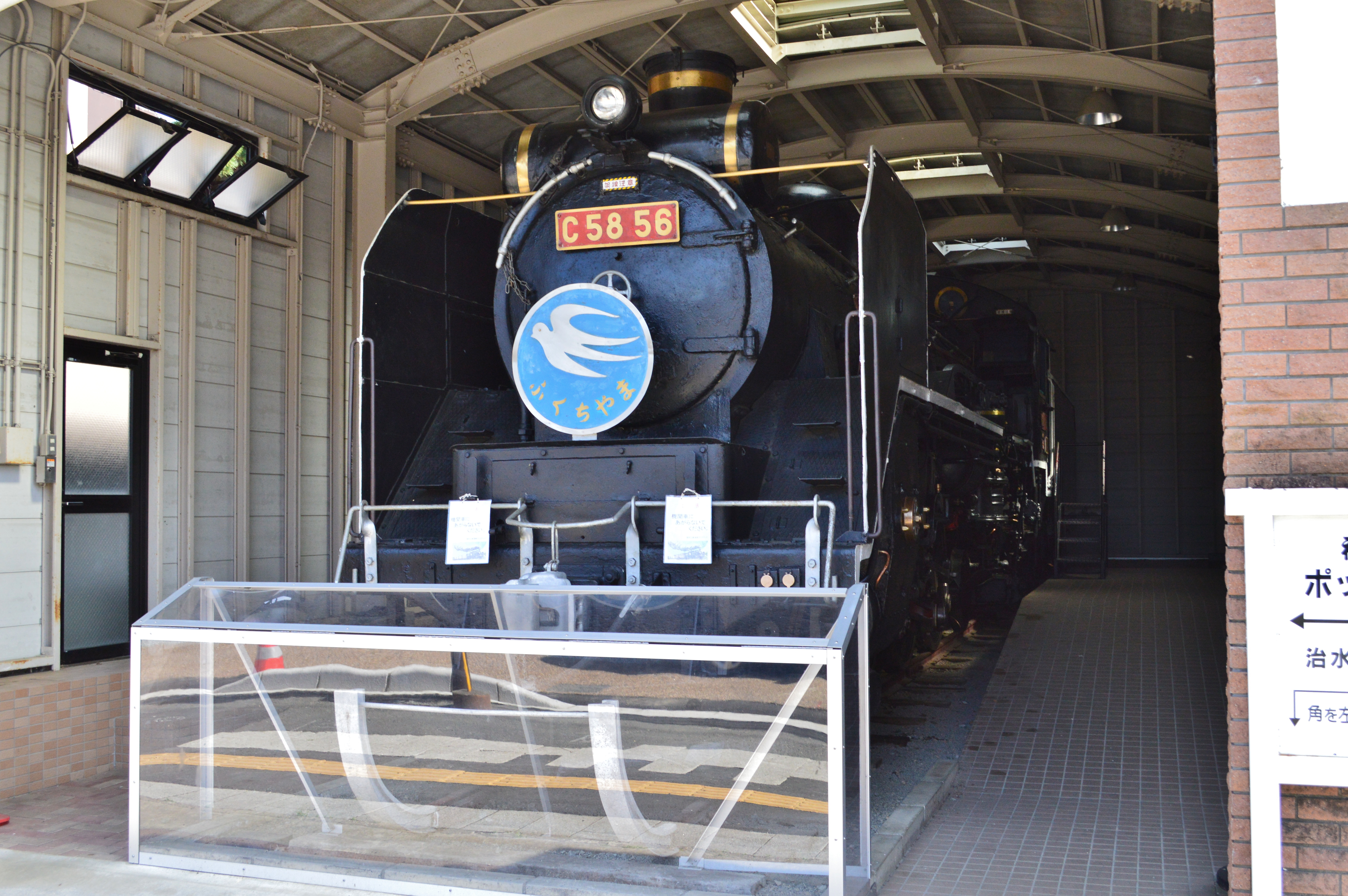
静態展示されている蒸気機関車C5856

- 開館時間：4月 - 10月：9:00 - 17:00 / 11月 - 3月：10:00 - 16:30
- 休館日：毎週火曜日、12月28日 - 31日、1月4日 - 6日
- 入館料：無料[8]

## 利用案内（本館）
- 開館時間：9:00 - 17:00（最終入館は16:30まで）
- 休館日：毎週火曜日（祝日の場合はその翌日が休館）、12月28日 - 31日、1月4日 - 6日
- 入館料金

おとな 500円（当日に限り再入場可）
こども（中学生・小学生）250円（当日に限り再入場可）
未就学児 無料
フクレル応援サポーター無料（有効期限は入会日から1年後の月末まで）

## 交通アクセス
- JR福知山駅より徒歩15分
- 京都交通バス（京都交通株式会社路線バス）岩間循環バス、福知山線、長田野線、福知山駅から「福知山城公園前」停留所下車、徒歩3分
- 京都交通バス（京都交通株式会社路線バス）堀循環線、堀市内線、岩間循環バス、福知山線、長田野線　福知山駅から「市役所前（福知山）」停留所下車、徒歩7分
- 舞鶴若狭自動車道福知山IC
- 駐車場：無料駐車場　車約70台（福知山城公園観光駐車場）バス5台

## 近隣情報
- 福知山城
- 福知山市佐藤太清記念美術館
- 丹波生活衣館